# Gennaro Perrotta
Gennaro Perrotta (Termoli, 19 maggio 1900 – Firenze, 23 settembre 1962) è stato un grecista e filologo classico italiano.

## Biografia
Di ingegno precoce, conseguì la maturità a 16 anni appena compiuti, presso il liceo classico "Vittorio Emanuele II" di Lanciano, venendo subito dopo ammesso all'Istituto di studi superiori di Firenze come allievo di Giorgio Pasquali. A soli 20 anni divenne docente di lettere classiche nei licei. In seguito fu nominato Preside del Liceo Classico "Mario Pagano" di Campobasso e, tra il 1930 e il '36 ottenne numerose cattedre universitarie tra Catania, Cagliari e Pavia. Nel 1938 gli venne assegnata la cattedra di letteratura greca del defunto Ettore Romagnoli presso l'Università di Roma. Da questo osservatorio privilegiato poté formare intere generazioni di studenti e docenti universitari. Fra i suoi allievi romani vi fu Luigi Enrico Rossi.
Morì a Firenze nel 1962, lasciando più di un centinaio di opere, compreso il celebre Disegno storico della letteratura greca, manuale molto usato nei licei classici. I suoi numerosi studi sui lirici e tragici greci si sono rivelati indispensabili per la comprensione della metrica classica; a detta di taluni professori universitari, cambiarono il modo di sentire non solo le opere degli antichi, ma anche - per mezzo di esse - l'intero mondo greco, così come le sue numerose traduzioni di Saffo e di Alceo.

## Omaggi
- Il liceo classico della sua città natale, Termoli, è intitolato a lui e gli dedica ogni anno un agone internazionale di traduzione dal greco antico di un'opera di Sofocle.
- Il comune di Termoli gli ha anche intitolato una via.

## Opere principali
- Studi di cronologia teocritea, Firenze, Carnesecchi, 1924.
- I tragici greci, Bari, Laterza, 1931.
- Saffo e Pindaro, Bari, Laterza, 1935.
- Sofocle, Messina - Milano, Principato, 1935.
- Storia della letteratura greca, in tre volumi, Milano, Principato, 1940-1946.
- Eschilo, Prometeo, traduzione dal greco, in Autori vari, Tutto il teatro di tutti i tempi, Roma, Casini, 1953.
- Polinnia - Poesia greca arcaica, con Bruno Gentili (antologia di lirici in originale, con note linguistiche, grammaticali, metriche; a lungo in uso nei licei classici), Messina  - Firenze, D'Anna, 1953.
- Lirici greci (antologia di traduzioni con testo greco a fronte), Firenze, Le Monnier, 1953.

Alle sopraelencate opere in volume si aggiungono vari articoli, pubblicati nelle riviste «Atene e Roma», «Athenaeum», «Maia», «Studi italiani di filologia classica» e dedicati ad autori classici delle letterature greca e latina.